# Гвинеја на Светском првенству у атлетици на отвореном 2017.
Гвинеја је учествовала на Светском првенству у атлетици на отвореном 2017. одржаном у Лондону од 4. до 13. августа четрнаести пут. Репрезентацију Гвинеје представљао је један такмичар који се такмичио у трци на 100 метара.
На овом првенству такмичар Гвинеје није освојио ниједну медаљу али остварио најбољи лични резултат сезоне.

## Учесници
Мушкарци:
- Мохамед Ламине Дансоко — 100 м

## Резултати

### Мушкарци
| Атлетичар              | Дисциплина | Лични рекорд | Предтакмичење | Предтакмичење | Квалификације        | Квалификације        | Полуфинале           | Полуфинале           | Финале               | Финале       | Детаљи |
| Атлетичар              | Дисциплина | Лични рекорд | Резултат      | Место         | Резултат             | Место                | Резултат             | Место                | Резултат             | Место        | Детаљи |
| ---------------------- | ---------- | ------------ | ------------- | ------------- | -------------------- | -------------------- | -------------------- | -------------------- | -------------------- | ------------ | ------ |
| Мохамед Ламине Дансоко | 100 м      | 10,93        | 11,41 ЛРС     | 6. у гр. 1    | Није се квалификовао | Није се квалификовао | Није се квалификовао | Није се квалификовао | Није се квалификовао | 53 / 58 (62) |        |